# Ukiah (Kalifornia)
Ukiah város az Amerikai Egyesült Államok Kalifornia államában, Mendocino megyében, melynek megyeszékhelye. Lakosainak száma 16 607 fő (2020. április 1.).

## Népesség
A település népességének változása:

| 2010 | 16 075 |
| 2020 | 16 607 |